# Enrique Gato
Enrique Gato Borregán (Valladolid, 26 d'abril de 1977), és un director i animador espanyol de produccions d'animació 3D i 2D, guardonat amb dos premis Goya i conegut principalment per ser el creador del personatge Tadeo Jones.

## Biografia
Tot i que neix a Valladolid, Enrique Gato passa gairebé tota la seva vida a Madrid. Des de petit es veu atret per l'animació i la tecnologia i, amb l'arribada dels primers ordinadors personals, comença a crear els seus propis videojocs en un Amstrad CPC 6128, tant en la seva part tècnica com a artística.
El 1995 comença els seus estudis d'Enginyeria Tècnica Informàtica, centrant-se a les àrees de gràfics per ordinador i geometria computacional. Va arribar a desenvolupar petits motors gràfics per a visualització de geometria 3D, fet que li permetria entendre els engranatges del programari que s'utilitza avui dia per a les produccions d'animació com Maya, 3D Studio Max o Softimage.
Durant aquests anys d'universitat entra a formar part d'Artek, una associació orientada al desenvolupament de gràfics per ordinador. És aquí on aprèn a fer servir els primers paquets d'animació 3D (Truespace i Lightwave), i on desenvolupa els seus primers curtmetratges ('Toy Jístory' i 'Starship Trappers') just en els anys en els quals irromp l'animació per ordinador a tot el món de la mà de la factoria Pixar.

## Filmografia
| Any  | Títol                                  | Posat                             | Empresa                         |
| ---- | -------------------------------------- | --------------------------------- | ------------------------------- |
| 2022 | Tadeu Jones 3: La taula maragda        | Director                          |                                 |
| 2017 | Tadeu Jones 2: El secret del rei Mides | Director                          |                                 |
| 2014 | Atrapa la bandera                      | Director                          |                                 |
| 2012 | La mano de Nefertiti                   | Productor executiu                | El Toro, Lightbox, Ikiru        |
| 2012 | Les aventures de Tadeu Jones           | Director                          | El Toro, Lightbox, Ikiru        |
| 2007 | Tadeo Jones y el sótano maldito        | Director                          | La Festa PC                     |
| 2006 | Commandos 3                            | Animació cinemàtica introductòria | Pyro Studios                    |
| 2005 | Praetorians                            | Animació cinemàtica introductòria | Pyro Studios                    |
| 2004 | Tadeo Jones                            | Director                          | La Festa PC                     |
| 2002 | Superlópez                             | Director                          | Projecte personal               |
| 2001 | Bestiola                               | Director                          | Projecte personal               |
| 1999 | Pepe pescador                          | Animador                          | Curt per a Daniel Martínez Lara |
| 1997 | Starship Trappers                      | Director                          | Projecte personal               |
| 1994 | Toy Jístory                            | Director                          | Projecte personal               |